# Alberto Marín Alcalde
Alberto Marín Alcalde (Belorado, c. 1887-Ezcaray, 1959) fue un escritor, periodista y crítico teatral español.

## Biografía

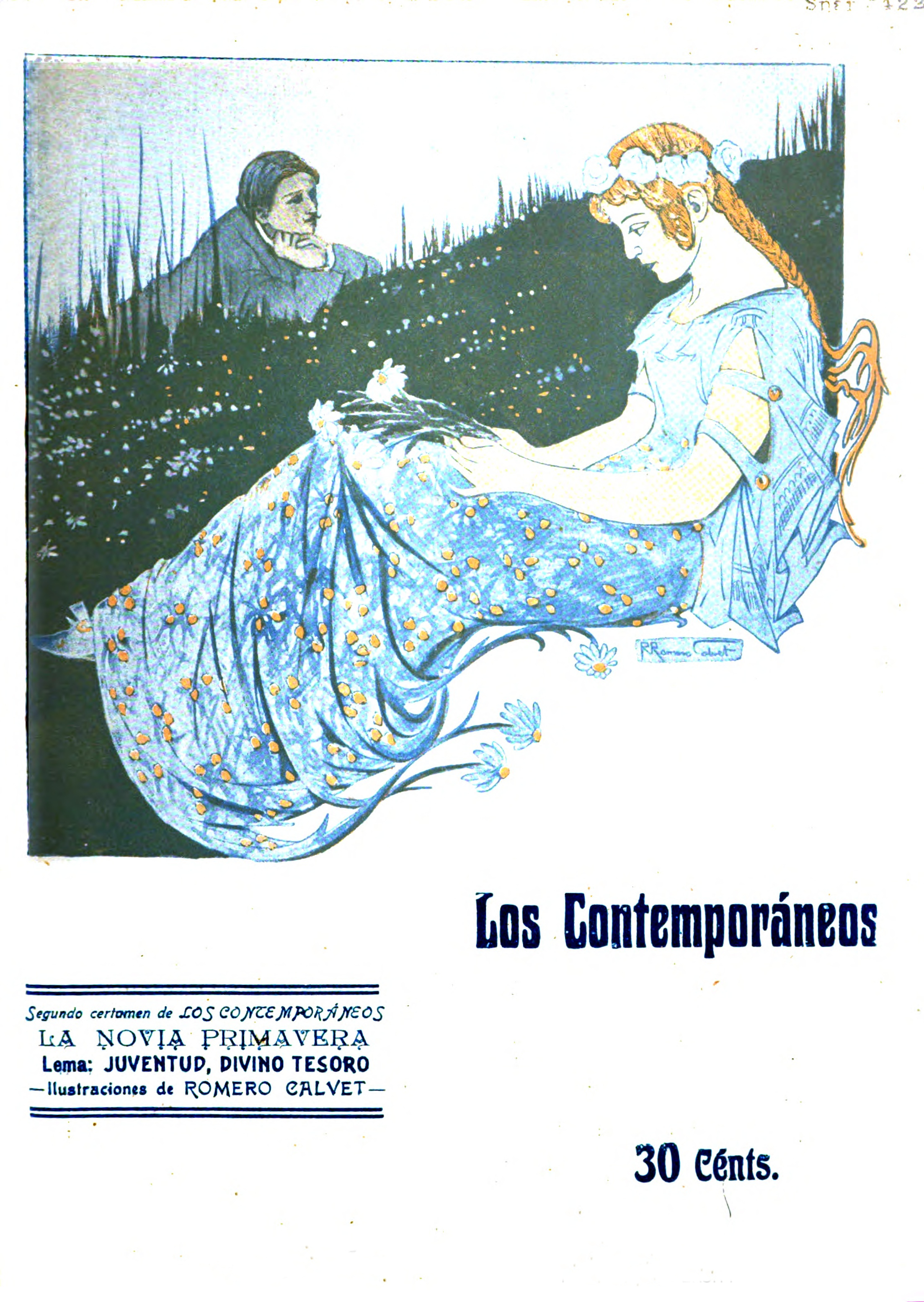
La novia primavera (n.º 162 de Los Contemporáneos, 1912)

Nacido en la localidad burgalesa de Belorado a finales de la década de 1880, contribuyó en publicaciones periódicas como El Debate, Blanco y Negro, La Tribuna, La Acción, Ahora y La Vanguardia, además de en La Crónica y La Opinión de Zaragoza.
Marín Alcalde, que cultivó la crítica teatral y la novela corta, fue autor de obras como La novia primavera (Los Contemporáneos, 1912) y El secreto de Julia Godoy (1921). Tras el fin de la guerra civil fue varias veces encausado por la dictadura franquista. Falleció hacia finales de enero de 1959 en la localidad riojana de Ezcaray, donde habría sido enterrado.